# Roman breton
Roman breton, franska för "bretonsk roman", är en medeltida litteraturgenre, som brukar räknas till riddarromanerna. Den kanske mest kända är Tristan och Isolde.